# Spanaway
Spanaway és una concentració de població designada pel cens dels Estats Units a l'estat de Washington. Segons el cens del July 1, 2008 tenia 23.000 habitants.

## Demografia
Segons el cens del 2000, Spanaway tenia 21.588 habitants, 7.659 habitatges, i 5.820 famílies. La densitat de població era de 1.000,6 habitants per km².
Dels 7.659 habitatges en un 40,4% hi vivien nens de menys de 18 anys, en un 57,1% hi vivien parelles casades, en un 13,6% dones solteres, i en un 24% no eren unitats familiars. En el 18,2% dels habitatges hi vivien persones soles el 4,8% de les quals corresponia a persones de 65 anys o més que vivien soles. El nombre mitjà de persones vivint en cada habitatge era de 2,82 i el nombre mitjà de persones que vivien en cada família era de 3,17.
Per edats la població es repartia de la següent manera: un 30% tenia menys de 18 anys, un 8,4% entre 18 i 24, un 32,7% entre 25 i 44, un 21,5% de 45 a 60 i un 7,3% 65 anys o més.
L'edat mediana era de 33 anys. Per cada 100 dones de 18 o més anys hi havia 96,2 homes.
La renda mediana per habitatge era de 46.210 $ i la renda mediana per família de 50.076 $. Els homes tenien una renda mediana de 35.525 $ mentre que les dones 26.758 $. La renda per capita de la població era de 17.928 $. Aproximadament el 7,8% de les famílies i el 10,8% de la població estaven per davall del llindar de pobresa.

## Poblacions més properes
El següent diagrama mostra les poblacions més properes.